# Paulo Ernâni Ramalho Carvalho
Paulo Ernani Ramalho Carvalho (Fortaleza, 1º de dezembro de 1946) é um engenheiro florestal e cientista brasileiro.

## Biografia
Paulo Ernani Ramalho Carvalho nasceu em Fortaleza, no Ceará, e mudou-se para Curitiba, no Paraná, onde cursou engenharia florestal na Universidade Federal do Paraná, (UFPR). Tornou-se Mestre em Silvicultura e Doutor em Ciências Florestais pela Universidade Federal do Paraná.
Em 1972, lecionava no Colégio Florestal de Irati, no Paraná, onde começou a identificar as espécies florestais e a catalogá-las.
Trabalhou por mais de 31 anos na EMBRAPA Florestas, em Colombo (Paraná), estudando as árvores brasileiras, os recursos naturais, as plantas medicinais, a produção de mudas, a recuperação de áreas degradadas, e as sementes. Ficou conhecido por ser o autor da coleção 'Espécies Arbóreas Brasileiras', com três volumes.

## Obras
- Paulo Ernâni Ramalho Carvalho (2003), Espécies arbóreas brasileiras, ISBN 978-85-7383-167-2, Embrapa Informação Tecnológica, OL 31179588M, Wikidata Q115818129
- Espécies Arbóreas Brasileiras (três volumes)[3]
- A Viagem das Sementes (infantojuvenil, também em braile)[4]

## Prêmios recebidos
- Prêmio Paraná Ambiental (2000)[5]
- Prêmio - Destaque Individual da Embrapa (2003)[5]
- Prêmio Ford Motor Company de Conservação Ambiental - Conquista Individual (2004)[5]